# Alberto Chividini
Alberto Rodolfo Chividini (23. února 1907 Buenos Aires – 31. října 1961 Buenos Aires) byl argentinský fotbalový záložník. Reprezentoval Argentinu ve třech zápasech mezi lety 1928 a 1930. Jeden zápas sehrál na Mistrovství světa ve fotbale 1930 (proti Mexiku). Další dva na Mistrovství Jižní Ameriky 1929, které Argentina vyhrála.

## Klubová kariéra
- Central Norte (1928–1929)
- Estudiantil Porteňo (1929–1930)
- → Vélez Sársfield (1930–1931)
- San Lorenzo (1930–1940)